# Армия свободного Уэльса

Вариация флага Армии свободного Уэльса

Армия свободного Уэльса (англ. Free Wales Army, сокращённо FWA; валл. Byddin Rhyddid Cymru) — валлийская паравоенная националистическая организация, образованная в 1963 году в городе Лампетер, округе Кередигион Уильямом Джулианом Кайо-Эвансом. Ставила перед собой в качестве цели выход Уэльса из состава Великобритании и его преобразование в республику.

## История

### Обзор деятельности
В 1965 году в Уэльсе прошли акции протеста против сооружения водохранилища Ллин-Келин, в которых участвовали и представители так называемой Армии свободного Уэльса. Через год представители этого движения участвовали в мероприятиях по случаю 50-летия Пасхального восстания, состоявшихся в Дублине, а в 1967 году Армия привлекла к себе внимание СМИ после интервью, взятого Дэвидом Фростом.
Группировка привлекала к себе внимание, а её лидеры буквально подливали масла в огонь, давая поводы для различных слухов: о том, что их поддерживают влиятельные миллионеры Великобритании, что у Армии есть хорошие связи с другими радикальными военизированными организациями наподобие ИРА и ЭТА, что они учат собак таскать взрывчатку и т.д. Члены этой организации носили самодельную униформу и устраивали марши в исторических городах Уэльса (в том числе и в Махинллете), проводили учения в сельской местности с использованием пистолетов и взрывчатки и брали на себя ответственность за теракты, совершённые другой организацией, «Движение в защиту Уэльса». Представители Армии также выступали в поддержку семей погибших в Аберванской катастрофе, которым отказывали в выплате компенсации за моральный ущерб.

### Армия
Армию свободного Уэльса не воспринимали всерьёз в СМИ, и более того, в Правительстве была принята инструкция придерживаться той же позиции, что и СМИ, иначе валлийские националисты заработают чрезмерную популярность. Однако вскоре по Уэльсу покатилась волна взрывов и акций протеста против инвеституры Чарльза, принца Уэльского. В 1969 году были арестованы 9 человек, которых обвинили в нарушении правопорядка, а суд над ними продлился 53 дня, закончившись в день инвеституры (в первый день обвиняемых приветствовали в здании суда исполнением гимна Уэльса). В деле фигурировали доказательства, собранные журналистами, которые записывали также все протесты и жалобы обвиняемых. Суд признал виновными Уильяма Джулиана Эванса, его заместителя Денниса Кослетта (тот отказался говорить на суде на английском) и ещё четверых; Эванс и Кослетт получили по полтора года тюрьмы.
Девизом Армии была фраза «Fe godwn ni eto» (валл. Мы снова восстанем), символом — Эрир Вен (валл. Eryr Wen), стилизованный белый орёл на зелёном щите и флагом Уэльса в левом верхнем углу. Этот орёл был символом Сноудонии и был предназначен для защиты Уэльса, о чём упоминалось в поэме «Маб Дароган», написанной в XIII веке. В частности, поэма гласила о пророчестве Мирддина Виллта, по которому правителем Уэльса станет король — национальный герой, а в стране появится поколение отважных, которые изгонят англов и саксов. Автором изображения стал валлийский поэт и редактор газеты The Welsh Republican в 1950-е годы Гарри Уэбб.
Армия свободного Уэльса, по некоторым слухам, получала оружие от «официального» крыла ИРА, хотя Эванс это отрицал. В Ирландии подобные слухи объяснялись тем, что «официальные» повстанцы хотели тем самым откреститься от тактики насилия и агрессии во время конфликта в Северной Ирландии. Историк Скотт Миллар писал, что контакты между валлийцами и ирландцами были, но никто никому не передавал оружие.
В 2009 году были опубликованы фотографии, сделанные офицерами полиции, работавшими под прикрытием. На фотографиях были запечатлены фрагменты учений лиц из Армии свободного Уэльса. Фото использовались в качестве доказательств обвинения на судебном процессе 1969 года.